# Río Tesino
El río Tesino (en italiano Ticino; en francés y alemán, Tessin; en lombardo Tisin,  Tesìn o Tzìch) es un río que discurre por  la Suiza meridional y el norte de Italia, el principal afluente por volumen de descarga del río Po. Tiene una longitud de 248 km (que lo convierten en el 7.º río más largo de Italia),  drena una cuenca de 7228 km² y tiene  un caudal de 350 m³/s, que lo convierten en el segundo río más caudaloso de Italia. 

## Geografía

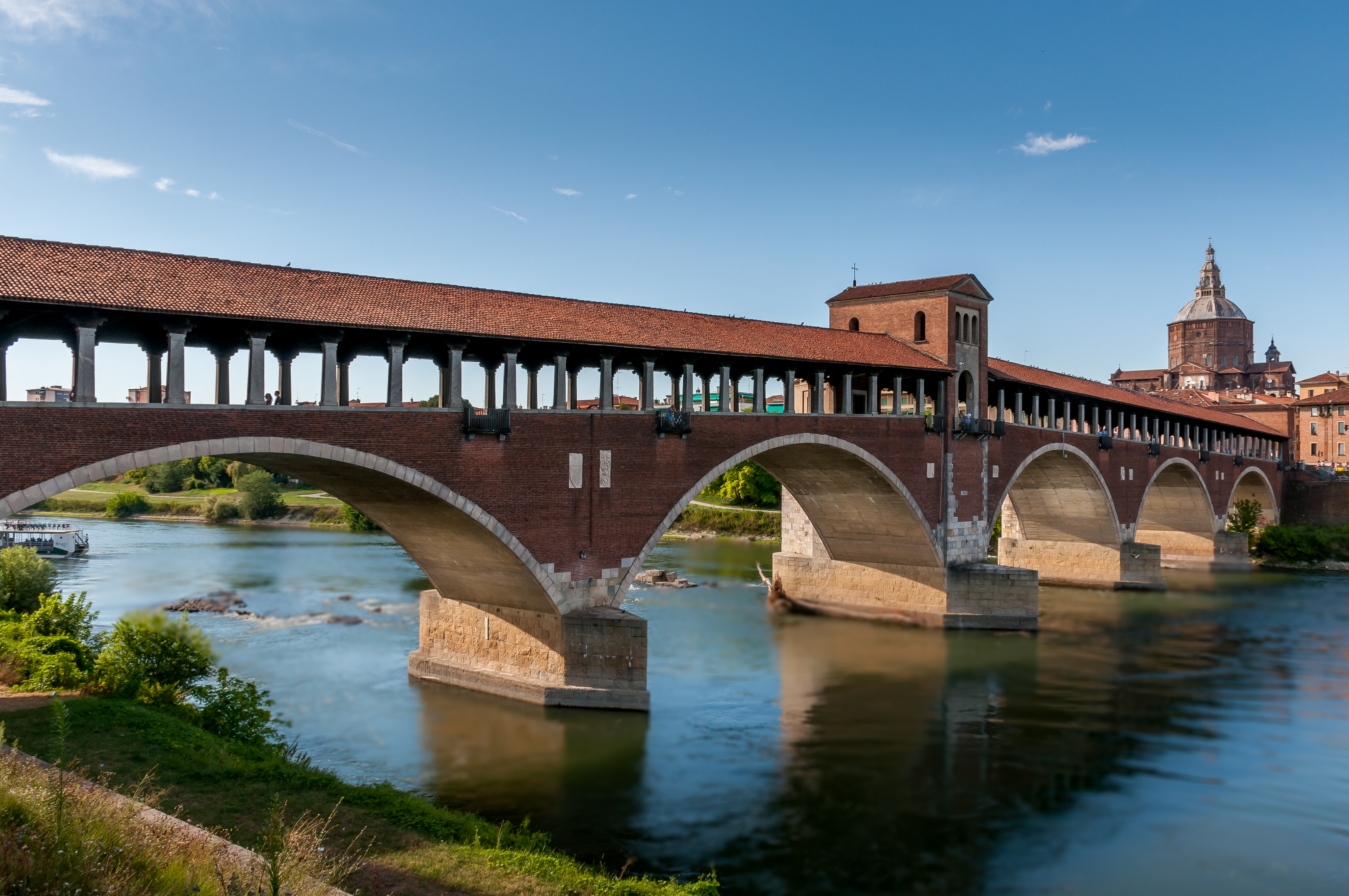
Vista del Puente Cubierto sobre el Ticino, en Pavía.

El río Tesino nace en el paso de la Novena  en el macizo de San Gotardo, en la frontera de los cantones de Valais y Tesino,  al que da su nombre. Atraviesa los valles de Bedretto, Leventina y la Riviera del Tesino antes de desaguar en el lago Mayor. 
Cuando sale del lago, lo hace ya en territorio italiano en  la llanura del Po, que  atraviesa en un recorrido de unos 110 km (de los 248 km totales), hasta llegar a la ciudad de Pavía, después de la cual desemboca en el río Po por su margen izquierda. En territorio italiano, discurre por las provincias de Varese, Novara, Milán y Pavía. 
La cuenca del río, incluyendo la del lago Mayor, es de 6598 km², de los que 3369 km² pertenecen a Suiza y 3229 km² a Italia.

## Historia
Se dice que el legendario líder galo Beloveso derrotó a los etruscos aquí alrededor del año 600 a. Ticino fue el lugar de la Batalla del Tesino, la primera batalla de la segunda guerra púnica librada entre las fuerzas cartaginesas de Aníbal y los romanos bajo el mando de Publius Cornelius Scipio en noviembre de 218 a.
En la Edad Media, Pavía (primera capital del Reino Lombardos y luego del reino de Italia) se convirtió, gracias a las aguas del Tesino, en un nudo fundamental para las comunicaciones y el comercio entre Venecia y el valle del Po. Además, todavía en Pavía, estaba el único puente de ladrillo (Puente Cubierto) que hasta el siglo XIX cruzaba el Tesino desde el lago Mayor hasta el Po.
Además, en la Edad Media, los habitantes de Pavía pudieron movilizar una gran flota fluvial, capaz de operar también en el Po, lo que les permitió defenderse de Milán durante siglos y que, posteriormente, constituyó la base de la flota. del Ducado de Milán.
El Tesino estuvo en el territorio del Ducado de Milán durante gran parte del período medieval tardío y moderno temprano, aunque su parte superior hasta Bellinzona en 1500 y hasta las orillas del Lago Mayor en 1513, cayó en manos de la Antigua Confederación Suiza como resultado de las campañas suizas en las guerras italianas.

## Economía
En Suiza el río es una importante fuente de energía eléctrica. En efecto, entre los afluentes del río Po, el Tesino solo ocupa el cuarto puesto en longitud, el tercero en superficie de la cuenca; aunque no siendo el río más largo, es el más caudaloso, tanto en su caudal medio (350 m³/s), así como en su caudal mínimo (54 m³/s),  o su caudal máximo (5000 m³/s), lo que lo convierten en un contribuidor indispensable para el río Po, al cual aporta desde un 50 % hasta un 20 % de su caudal (el del Po).
En territorio italiano es de gran importancia para la irrigación.

## Ambiente
En su recorrido por Italia, el río se encuentra enteramente protegido por dos parques regionales, que en su conjunto forman el parque fluvial más grande de Europa. Estos parques son:
- el parque Lombardo del valle del Tesino (Parco Lombardo della Valle del Ticino), creado en 1974, que comprende  91 140 ha, de las que 21 740 ha se encuentran urbanizadas
- el parque Piamontés del valle del Tesino (Parco piemontese della valle del Ticino), creado en 1978, que comprende 6250 ha.